# Capriolo (Lombardei)

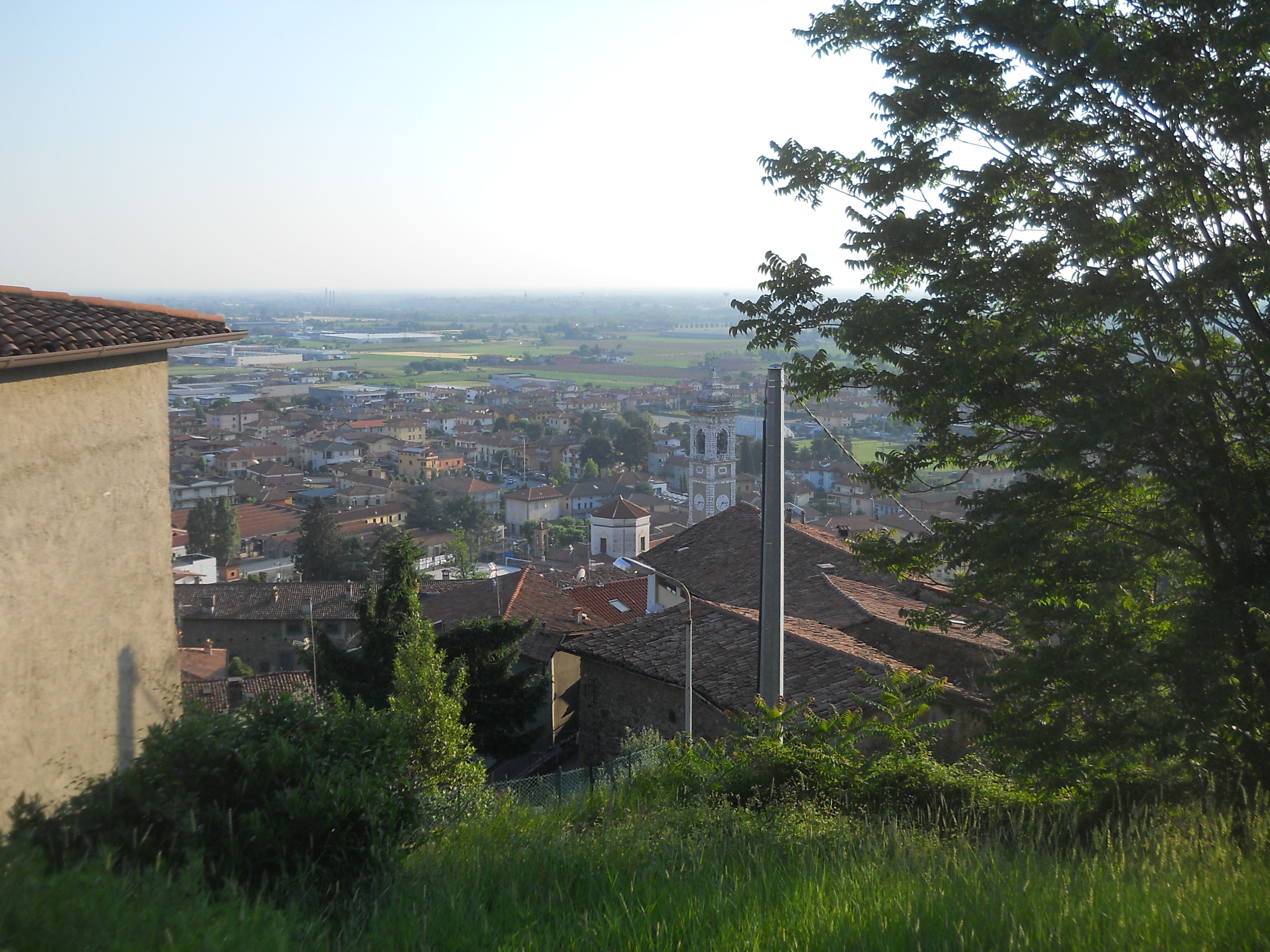
Panorama, Capriolo (2017)

Capriolo ist eine norditalienische Gemeinde (comune) in der Provinz Brescia in der Lombardei. Die Gemeinde liegt etwa 21 Kilometer ostsüdöstlich von Bergamo und etwa 25 Kilometer westnordwestlich von Brescia am Oglio, drei Kilometer südlich des Iseosees. Capriolo grenzt unmittelbar an die Provinz Bergamo. Die Gemeinde liegt östlich des Parco dell'Oglio Nord im Ogliotal, zugleich erhebt sich der Monte Alto mit 680 Metern.

## Wirtschaft und Verkehr
Zur Franciacorta und somit auch zum Gemeindegebiet gehört der Weinanbau. Der Capriolo ist eher als Tafelwein bekannt.
Die verkehrliche Anbindung erfolgt über die frühere Strada Statale 469 Sebina Occidentale (heute Provinzstraße), die das westliche Ufer des Iseosees mit der Autostrada A4 (Turin-Triest) etwa 2,5 Kilometer südlich von Capriolo verbindet.
An der nichtelektrifizierten Bahnstrecke Palazzolo–Paratico besteht ein Haltepunkt.

## Sport
Die Frauenfußballmannschaft ACF Brescia spielt seit 2008 (Stand: 2011) in der Serie A des Frauenfußballs.